# Macbeth (Bloch)

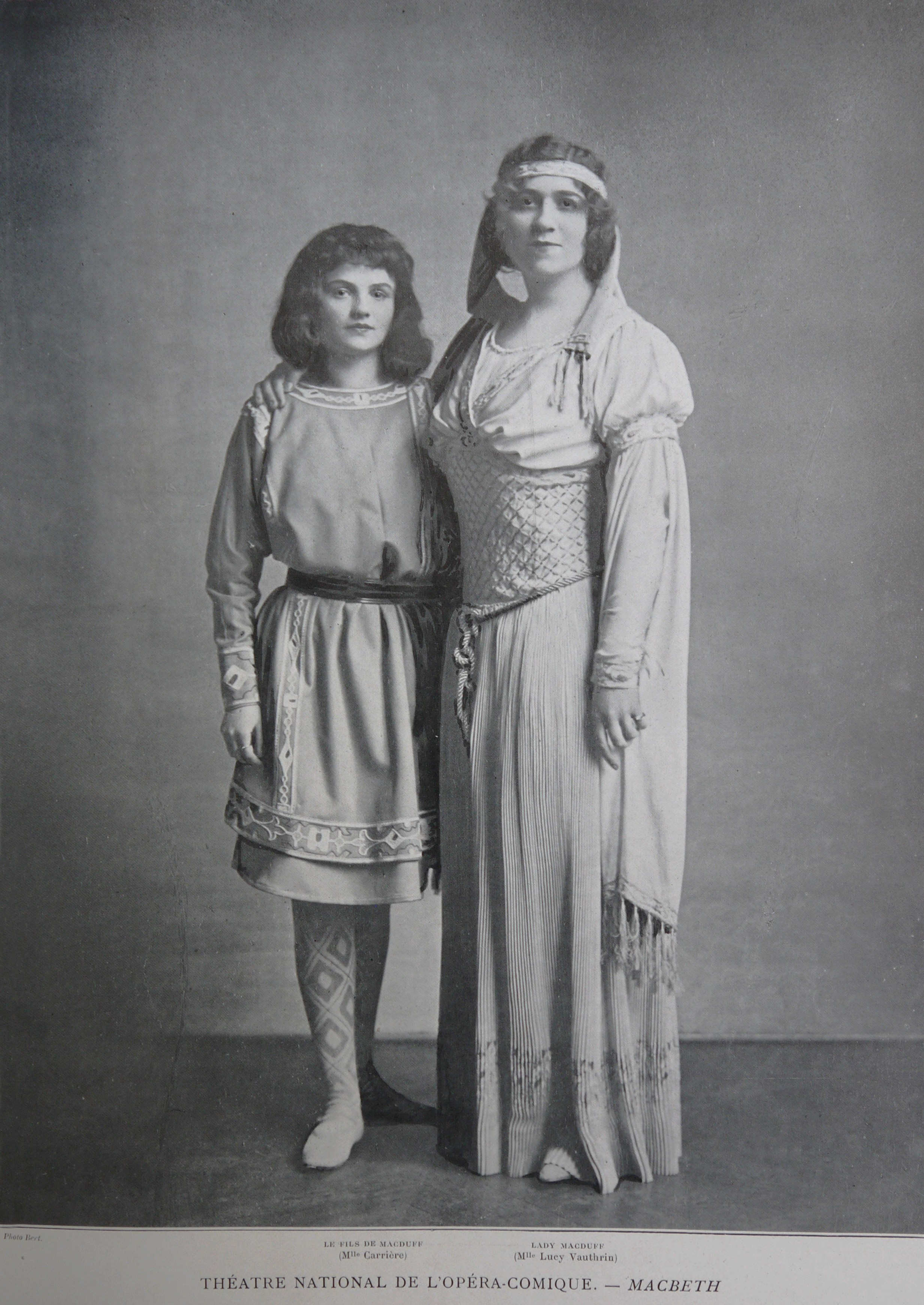
Germaine Carrière et Lucy Vauthrin lors de la création. Le Théatre, décembre 1910.

Macbeth est un opéra d'Ernest Bloch sur un livret d'Edmond Fleg d'après la pièce éponyme de William Shakespeare. Composé entre 1904 et 1906, il est créé le 2 novembre 1910 à l'Opéra-Comique à Paris sous la direction de François Ruhlmann, avec Lucienne Bréval et Henri Albers. La réception est décevante, et après une quinzaine de représentations, l'ouvrage est retiré de l'affiche.

## Distribution
| Rôle                 | Voix          | Distribution lors de la création le 2 novembre 1910 Chef d'orchestre : François Ruhlmann |
| -------------------- | ------------- | ---------------------------------------------------------------------------------------- |
| Macbeth              | Baryton       | Henri Albers                                                                             |
| Lady Macbeth         | Mezzo-soprano | Lucienne Bréval                                                                          |
| 1re Sorcière         | Soprano       | Espinasse                                                                                |
| 2e Sorcière          | Mezzo-soprano | Suzanne Brohly                                                                           |
| 3e Sorcière          | Contralto     | Marie Charbonnel                                                                         |
| Banquo               | Ténor         | Jean Laure                                                                               |
| Macduff              | Basse         | Félix Vieuille                                                                           |
| le Serviteur         | Ténor         | Robert Pasquier                                                                          |
| Duncan               | Ténor         | Feodoroff                                                                                |
| le Portier           | Baryton       | Jean Delvoye                                                                             |
| Lennox               | Ténor         | Raymond Gilles                                                                           |
| Malcolm              | Ténor         | François Mario                                                                           |
| le Vieillard         | Basse         | Paul Payan                                                                               |
| le Meurtrier         | Basse         | Louis Azéma                                                                              |
| Lady Macduff         | Soprano       | Lucy Vauthrin                                                                            |
| Fils de Macduff      | Mezzo-soprano | Germaine Carrière                                                                        |
| Troisième apparition | Contralto     | Alice Raveau                                                                             |
| Première apparition  | Basse         | Paul Guillamat                                                                           |
| Fléance              | -             | Jenny Fayolle                                                                            |
| Second assassin      | -             |                                                                                          |
| Mise en scène        | Mise en scène | Albert Carré                                                                             |
| Décors               | Décors        | Lucien Jusseaume                                                                         |
| Costumes             | Costumes      | Marcel Multzer                                                                           |

## Résumé
Au retour d'un combat victorieux, Macbeth et Banco rencontrent trois sorcières qui saluent Macbeth comme futur roi d'Écosse. On annonce la venue du roi Duncan, Lady Macbeth ambitieuse et assoiffée de pouvoir, s'active pour que son mari agisse.

## Structure
Drame Lyrique en 7 tableaux (Un prologue et trois actes)

### Prologue
Une bruyère battue par le vent

### Acte I
- Premier Tableau : Une salle dans le château de Macbeth
- Deuxième Tableau : La cour intérieure du château de Macbeth

### Acte II
- Premier Tableau : Une salle d'apparat dans le château de Macbeth
- Deuxième Tableau : Un jardin dans le château de Macduff

### Acte III
- Premier Tableau : Une caverne ténébreuse
- Deuxième Tableau : Une salle dans le château de Macbeth, avec une galerie ouverte sur la forêt de Birnam. Il fait nuit

## Représentations notables
- 5 mars 1938, Teatro San Carlo, Naples, Anny Helm-Sbisa, Antenore Reali, Dir. Antonio Guarnieri
- 31 octobre 1968, Grand théâtre de Genève, Inge Borkh, Nicola Rossi-Lemeni, Orchestre de la Suisse romande, Pierre Colombo
- 9 mai 1973, Juilliard School, New York  Dir. Peter Herman Adler